# Karunga (Rakvere)
Pour les articles homonymes, voir Karunga.
Karunga  est un village estonien appartenant à la commune de Rakvere dans le Virumaa occidental. Au 1er janvier 2010, sa population était de 38 habitants.